# Onthophagus leytensis
Onthophagus leytensis là một loài bọ cánh cứng trong họ Bọ hung (Scarabaeidae).